# سنجاب زمینی راه‌راه
سنجاب زمینی راه‌راه (نام علمی: Xerus erythropus) نام یک گونه از سرده سنجاب زمینی آفریقایی است.